# Dinocephalus haafi
Dinocephalus haafi är en skalbaggsart som beskrevs av Stefan von Breuning 1961. Dinocephalus haafi ingår i släktet Dinocephalus och familjen långhorningar. Inga underarter finns listade i Catalogue of Life.